# バティスト・エルドシオ
バティスト・エルドシオ（Baptiste Erdocio、 2000年3月13日 - ）は、フランスのラグビーユニオン選手。トップ14のモンペリエに所属している。

## 経歴
フランス南西部のピレネー＝アトランティック県ビダール生まれ。ビダール・ユニオン・クラブでラグビーを始め、その後ビアリッツ・オランピックのアカデミーに入団。
2021年10月9日、ビアリッツ・オランピックでリヨンOU戦に出場し、シニアチームデビューとなる。
2023-24シーズンから、モンペリエに移籍。1年目で全試合に出場した。
2025年6月、フランスA代表として先発出場し、イングランドXVチームと対戦する。
2025年7月12日、フランス代表のニュージーランド遠征メンバーに選ばれ、オールブラックスと対戦し、代表初キャップを得た。